# Gambit turcesc (film)
Gambit turcesc sau Gambitul turcesc (Турецкий гамбит,  Turețkiî gambit) este un film rusesc istoric de spionaj din 2005, o adaptare a romanului omonim scris de Boris Akunin, cu cel mai faimos personaj al său, detectivul Erast Fandorin. A fost regizat de Djanik Faiziev⁠(d) și scris de Akunin. Rolurile principale au fost interpretate de actorii Marat Bașarov, Egor Beroiev și Olga Krasko⁠(d). Gambit turcesc a fost un succes de box office, cu toate că a primit recenzii mixte din partea criticilor.
Filmul a fost lansat în Rusia la 22 februarie 2005. Premiera televizată a versiunii în 4 episoade a filmului a avut loc pe Pervîi Kanal în perioada 25-28 decembrie 2006.

## Rezumat
Filmul are loc în Bulgaria în timpul Războiului Ruso-Turc (1877–1878). Erast Fandorin este pus pe urmele unui agent turc care încearcă să încetinească înaintarea Rusiei în timpul Asediului Plevnei. Agentul, cunoscut sub numele de efendi Anwar, este un maestru al deghizării și cunoaște excelent limba rusă.

### Filmări
Didier Bienaimé⁠(d) a murit cu o zi înainte de sosirea sa în Rusia pentru a interpreta un rol de voce. Regizorul Djanik Faiziev a decis să lase vocea actorului în film în limba franceză, interpretând și el câteva dintre replici. 
Cântecul „Дождик осенний” („Ploaie de toamnă”, muzică de Isaac Șwarț, versuri de Bulat Okudjava⁠(d), voce de Olga Krasko⁠(d) ) a fost scris pentru filmul Kapitan Frakass (1984), acesta  a fost interpretat și în serialul TV Un an nou fericit! (1999).

### Schimbări față de carte
Spre deosebire de finalul cărții, în care corespondentul francez d'Hervais este expus ca fiind Anwar deghizat, în film Anwar se dovedește că s-a prefăcut a fi un căpitan rus aparent incomod și stupid.
În carte, spre deosebire de film, Fandorin nu a scăpat agățându-se sub o trăsură, ci a fost de fapt eliberat de guvernatorul Vidinului Yusuf Pașa după ce a câștigat un pariu.
Scena în care Varvara și Fandorin au zburat într-un balon nu a avut loc niciodată în carte și Varvara nu a avut niciun rol în descoperirea slăbiciunilor apărării turcești.
Scena din peșteră cu locotenentul Lunț nu a avut loc în carte. Personajul Lunț homosexual a fost creat pentru film. Natura homosexuală a lui Kazanzaki nu este niciodată menționată în film. Fandorin nu a fost împușcat niciodată de efendi Anwar în carte.
În carte, dovezile privind implicarea colonelului Lucan în trădare au fost găsite asupra sa și nu în cortul său ca în film.
Colonelul Lucan a fost ucis într-un duel cu săbii, nu într-unul cu pistoale ca în film.
Cartea se referă la trei atacuri principale eșuate asupra Plevnei. Filmul prezintă doar două.
În carte, când Fandorin aude despre planurile lui Osman Pașa de a se „preda” se grăbește spre Sobolev pentru a-l îndemna să atace Plevna și nu la punctul de întâlnire al „trimișilor” turci.
În film, Fandorin a fost în Istanbul și apare în final în ținută turcească. În carte nu a mers niciodată la Istanbul și a apărut îmbrăcat în haine europene.
În film, Fandorin s-a bucurat să-l vadă pe vechiul său prieten, Contele Zurov, când Zurov apare prima dată, în timp ce în carte, Zurov și Fandorin nu erau prieteni apropiați, iar prima lor întâlnire în cort a fost destul de rece.

## Distribuție
- Egor Beroev⁠(d) – Erast Fandorin
- Olga Krasko⁠(d) – Varvara Suvorova
- Marat Bașarov – Gridnev
- Vladimir Iliin⁠(d) – generalul Mizinov (bazat pe Nikolai Mezențov)
- Dmitri Pevțov – Zurov
- Victor Verzhbitsky⁠(d) – colonelul român Lucan
- Aleksandr Baluev⁠(d) – generalul Sobolev (bazat pe Mihail Skobelev)
- Aleksey Guskov – Kazanzaki
- Gosha Kutsenko – Ismail-Bei
- Andrey Krasko – ofițer
- Leonid Kuravlyov⁠(d) – maior în retragere
- Yevgeni Lazarev – țarul Alexandru al II-lea
- Didier Bienaimé⁠(d) – D'Hevrais
- Viktor Bicikov⁠(d)
- Serghei Gazarov – guvernator
- Aleksandr Lykov – Perepyolkin (bazat pe Aleksey Kuropatkin⁠(d))
- Anatoli Kuznețov
- Andrei Rudenski
- Valdis Pelsh⁠(d)
- Daniel Olbrychski – McLaughlin (bazat pe Januarius MacGahan⁠(d))
- Miki Iliev
- Raicho Vasilev⁠(d) – gardian
- Aleksandr Aleksandrov – agent secret
- Daniel Rașev
- Iulian Vergov

## Anacronisme
În scena de deschidere, pe fundal, un turc spune o rugăciune în turcă. El spune „Trăiască republica turcă”, cu toate că Republica Turcă avea să fie înființată abia în 1922, la multe decenii după momentul în care are loc filmul.